# Brjagowica
Brjagowica (bułg. Бряговица) – wieś w Bułgarii, w obwodzie Wielkie Tyrnowo, w gminie Strażica. W 2024 roku liczyła 473 mieszkańców.